# Пасичный, Григорий Владимирович
Григорий Пасичный (2 октября 1961, Киев, Украинская ССР, СССР — 3 декабря 1983, Киев, Украинская ССР, СССР) — советский футболист.

## Биография
Родился на Куренёвке. Воспитанник ШИСП города Киев.
В 1980 году был зачислен в дубль киевского Динамо, где забивать стал с первых матчей. В первый сезон забил 18 мячей (лучший бомбардир дубля киевлян), в 1981 году — 13 мячей, в 1982 году — 16 мячей (снова лучший бомбардир).
В 1982 году дебютировал (вышел на последние 5 минут) в основе в игре против ЦСКА (игра завершилась вничью 1:1). В следующей своей игре забил гол «Шахтёру» (киевляне победили 5:0). До конца сезона провел ещё две игры — против «Днепра» и «Пахтакора».
Сезон 1983 года начал в дубле. За основу провёл только одну игру против минского «Динамо» (ту игру киевляне проводили вторым составом, а Пасичного выпустили на последние 20 минут), которая завершилась ничьей 0:0. Вплоть до осени играл за дубль, забил 5 мячей. Последний гол забил 22 сентября в ворота дубля «Зенита».
По окончании сезона собирался покинуть Киев и направиться к Иштвану Секечу в «Пахтакор» (по другой версии — в «Металлист» к Евгению Лемешко). Однако планы прервала трагедия: 3 декабря 1983 года  Пасичный отмечал свадьбу друга в ресторане. В какой-то момент в ресторане завязалась драка, в ходе которой Пасичный получил удар в висок. Этот удар привёл к смерти футболиста.
Распространено мнение, что его смерть послужила основой фильма «Обвиняется свадьба». Однако эта версия опровергается родственниками и друзьями футболиста.
У Григория осталась беременная жена, которая после его смерти родила дочь Юлию.
Похоронен на Берковецком кладбище Киева.